# Vysoký jizerský hřbet
Vysoký jizerský hřbet je geomorfologický okrsek v západní části Smrčské hornatiny. Rozkládá se na ploše o výměře 15,94 km². Tvoří ho ortoruly, žuly až ruly či granodiority. Hřbet má podobu nesouměrného hrásťového hřbetu táhnoucího se až do Polska.
Nejvyšším vrcholem na české straně hřbetu je Smrk (1124,1 m n. m.), nejvyšší vrchol celého hřbetu a zároveň celých Jizerských hor se nachází v Polsku – Wysoka Kopa (1127,6 m n.m.) a dalšími významnými body jsou Tišina (872,9 m n. m.) a Měděnec (777,2 m n. m.). Z ochrany přírody se zde nachází chráněná krajinná oblast Jizerské hory, dále národní přírodní rezervace Jizerskohorské bučiny a Rašeliniště Jizery a přírodní památky Klečoviště na Smrku a Pod Smrkem.